# Mike Hannigan
Pour les articles homonymes, voir Hannigan.
Mike Hannigan (de son vrai nom Michael Hannigan) est un des personnages de la série télévisée Friends interprété par Paul Rudd. C'est un ancien avocat qui change de carrière pour devenir pianiste.

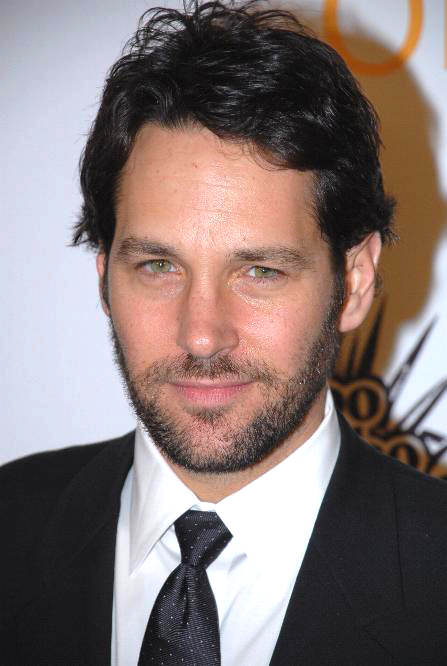
Paul Rudd, qui interprète le personnage de Mike Hannigan.

## Parcours
Joey le rencontre au Central Perk totalement par hasard. Joey avait promis à Phoebe de lui ramener un ami d'enfance prénommé Mike pour un rendez-vous galant. Joey se rend alors au café et crie le prénom Mike dans l'espoir que quelqu'un lui réponde et c'est chose faite. Le hasard fait bien les choses : il devient le petit ami de Phoebe.

## Le couple Mike Phoebe
Après son premier mariage raté, Mike refuse d'épouser Phoebe, de peur d'un nouvel échec. Il se rendra compte que Phoebe est la femme de sa vie. Après plusieurs mois de séparation (et une relation avec une femme prénommée Précieuse - Precious en V.O.), ils se marieront sous la neige qui paralyse New York. Lorsque Chandler et Monica accueillent leurs jumeaux, Mike révèle qu'il veut fonder une grande famille avec Phoebe. Mike est finalement le seul personnage ayant réellement pu s'intégrer au groupe d'amis.